# Кубиш, Ян (офицер)
Ян Кубиш (чеш. Jan Kubiš; 24 июня 1913, Дольни-Вилемовице — 18 июня 1942, Прага) — ротмистр Чехословацкой армии в годы Второй мировой войны, участник операции «Антропоид», в результате которой был устранён протектор Богемии и Моравии Рейнхард Гейдрих. Национальный герой Чехословакии. Этнический чех.

## Биография

### Ранние годы
Родился 24 июня 1913 в Дольни-Вилемовицах, недалеко от Тршебича, в семье Франтишека Кубиша и Кристины Микисковой. Его отец работал сапожником на фабрике, родом из Горни-Радславиц, жил в доме № 14, хозяйкой которого была его сестра Алоизия Лишкова. Ян был вторым из четверых детей, его мать умерла в 1920 году (Яну было шесть лет). Франтишек женился во второй раз на Марии Дусиковой (в девичестве Чеховой), у которой уже было четверо детей. В браке Франтишек прожил четыре года, проживая в доме № 71 в Вилемовицах.
Окончив школу, Ян устроился работать батраком в город Рудиков, а позднее перевёлся на кирпичный завод, где был кочегаром. Там же вступил в молодёжное движение «Орёл». 
В октябре 1935 года он был призван в чехословацкую армию, служил в 31-м пехотном полку «Арцо» в Йиглаве. Окончив военную школу, был произведён в звание десятника (младшего сержанта) и переведён в Зноймо. Позднее его зачислили в 34-й пехотный полк «Стрелки Яна Чапека» в Опаве, службу Ян нёс в Якартовицах в охранном батальоне. После повышения до звания чатара (сержанта) Ян занял должность командира взвода в гарнизоне Опавы. 19 октября 1938 он был демобилизован после трёхлетней службы и вернулся в Вилемовице, продолжив работу кочегаром на кирпичном заводе.

### Во время войны
После оккупации Чехословакии Ян Кубиш, спасаясь от нацистского преследования, 16 июня 1939 года нелегально пересёк польскую границу и после встречи с местными властями в г. Кракове вступил в Чехословацкий легион в Польше. Здесь он познакомился со словаком Йозефом Габчиком. После краткосрочной службы в лагере в Малых Броновицах в июле 1939 года они вместе отплыли в Алжир, где 2 августа были зачислены во Французский Иностранный легион. Ян Кубиш начал свою службу в учебном 1-м полку в гарнизонах Колом-Бешар и Сиди-Бель-Аббес. Там его застало начало Второй мировой войны: Ян был переведён в Агд и зачислен во 2-й пехотный полк. В рядах этого полка он сражался при Луаре, за что был награждён Французским Военным крестом. 22 декабря 1939 года он получил звание старшего сержанта французской армии.
После поражения французских войск 13 июля 1940 Ян Кубиш был эвакуирован в Великобританию и вступил в 1-й чехословацкий пехотный батальон смешанной бригады. Окончив в марте 1941 года краткие курсы ротмистров, получил звание ротмистра (старшины, в Чехословацкой армии относилось к классу прапорщиков). Ещё с декабря 1940 года Ян поступил на курсы для подготовки войск специального назначения. С 15 августа по 27 декабря 1941 Кубиш прошёл курсы спецназовца, обучившись приёмам самообороны, вождению автомобиля и взрывотехнике. В диверсионную группу «Антропоид» Ян Кубиш был включён вместо другого военнослужащего — Карела Свободы, получившего на тренировке травму.

### Действия в Чехословакии

#### Прибытие в страну
29 декабря 1941 Ян Кубиш по поддельным документам на имя Отто Стрнада десантировался на территории оккупированной немцами Чехии. Целью спецоперации, в которой участвовал Кубиш, была ликвидация Рейнхарда Гейдриха — главы протектората Богемии и Моравии, который был создан немцами на месте оккупированной Чехии. Однако из-за ошибки пилота Ян приземлился не близ деревни Негвизды в центральной Чехии, а в 100 километрах от неё, в Эйповице (оттуда было недалеко до Пльзеня). Яну пришлось поселиться в Пльзене, чтобы попытаться выйти на связь со своими людьми и добраться до Гейдриха. Часть других парашютистов приняла участие в операции «Кэннонбёрри», в ходе которой предпринималась попытка ликвидировать Гейдриха прямо в Пльзене. Вскоре Кубиш вышел на связь со своими родственниками. Один из братьев Яна сшил ему военную форму, в которой Ян и отправился вскоре для выполнения своего задания по уничтожению рейхспротектора Гейдриха.

#### Покушение на Гейдриха и гибель
27 мая 1942 Кубиш вместе с Йозефом Габчиком поджидали Гейдриха недалеко от Либеня на Кобылисском повороте. Йозеф и Ян были вооружены пистолетами, к тому же у Яна была британская граната типа 73, а у Йозефа пистолет-пулемёт STEN MK FF 209. Габчик попытался расстрелять Гейдриха  в упор, однако его пистолет-пулемёт заклинило. Кубиш вовремя подоспел и бросил гранату в сторону автомобиля Гейдриха. При взрыве осколки поранили Яна: один из них попал ему чуть выше левого глаза. В больнице получивший внутриполостное осколочное ранение Гейдрих был прооперирован и вскоре умер предположительно от заражения крови.
После покушения Кубиш и ещё шестеро человек скрылись в Соборе Святых Кирилла и Мефодия на улице Рессловой. 18 июня 1942 отряд эсэсовцев атаковал собор, взяв чехословацких бойцов в кольцо. Во время боя вместе с Адольфом Опалкой и Йозефом Бубликом Ян вел огонь на клиросе. После взрыва вражеской гранаты серьёзно раненный Кубиш потерял сознание и не смог покончить с собой, как это сделали другие шестеро парашютистов. По пути в больницу пленённый Ян скончался от потери крови, не приходя в сознание.
Тела всех семерых парашютистов были доставлены в немецкий Институт судебной медицины для вскрытия и опознания. Ян Кубиш был похоронен в братской могиле в Дяблице. В 1942 году ему посмертно присвоили воинское звание поручика (лейтенанта) пехоты.

#### Месть нацистов
Около 250 человек, в том числе вся семья Яна, были арестованы: большая часть родственников была родом из Дольни- и Горни-Вилемовиц. Их немедленно отправили в концлагерь Маутхаузен. 24 октября 1942 были расстреляны почти все представители этой семьи, а также все родственники Йозефа Вальчика:
- Франтишек Кубиш (род. 1887), отец Яна
- Рудольф Кубиш (род. 1912), брат Яна
- Мария Кубишова (род. 1912), мачеха Яна
- Франтишка Правцова, в девичестве Кубишова (род. 1915), сестра Яна
- Рудольф Правец (род. 1912), муж Франтишки
- Ярослав Кубиш (род. 1916), брат Яна
- Мария Кубишова (род. 1920), сводная сестра Яна
- Власта Кубишова (род. 1924), сводная сестра Яна
- Йитка Кубишова (род. 1925), сводная сестра Яна
- Алоизия Кубишова, в девичестве Лишкова (род. 1881), тётя Яна
- Анежка Лишкова, двоюродная сестра Яна
- Йозеф Лишка, двоюродный брат Яна
- Ян Лапеш (род. 1909), двоюродный брат Яна

Чудом спаслись только несколько человек: мачеха Мария, сводный брат Яна Франтишек Кубиш-младший (родился в 1928 году) и дочь Анежки Лишковой, а также сыновья Рудольфа Правеца и Рудольфа Кубиша.

## Послевоенная память
В 1945 году Яну Кубишу было посмертно присвоено воинское звание капитана пехоты, 30 июня 2002 года — звание полковника. Его именем была названа улица в 8-м пражском районе недалеко от места гибели. Также его имя появилось на улицах в Тршебице, Пардубице и других городах. В Рудикове была установлена мемориальная доска с именем Яна Кубиша, ещё одна такая же доска появилась на церкви на Рессловой улице в Праге.
В Дольне-Вилемовицах был установлен памятник жертвам войны, на котором есть упоминание и Кубиша. Там же установлена мемориальная доска, открыт небольшой музей. Ведётся активное восстановление дома номер 79 для открытия новой экспозиции. В родной деревне Яна установлена памятная доска, открыт мемориал. Часть его личных вещей и вещей десантников была выставлена в Военном музее Жижкова, который включён в Национальный мемориал героев в соборе Святых Кирилла и Мефодия.
В 1992 году Чешская почта выпустила почтовую марку, посвященную операции «Антропоид», с портретами Габчика и Кубиша.
27 мая 2009 года в Праге на месте покушения был торжественно открыт памятник участникам операции «Антропоид». 
В 2010 году в крипте пражского православного собора Кирилла и Мефодия была обновлена открытая в 1995 году экспозиция, посвященная подвигу семи чехословацких парашютистов, среди которых был Ян Кубиш.
На основе событий покушения на Гейдриха было снято несколько художественных фильмов, в том числе «Антропоид» (2016, Великобритания, Чехия, Франция), в котором роль Яна Кубиша исполнил Джейми Дорнан.
В фильме 2017 года «Мозг Гиммлера зовётся Гейдрихом» роль Кубиша исполнил британский актёр Джек О’Коннелл.
В мае 2017 года Чешская почта выпустила специальный памятный марочный лист (блок) с купонами, посвященный операции «Антропоид». На нем изображены британский самолет «Хендли Пейдж Галифакс», из которого десантировались парашютисты, взорванный автомобиль Гейдриха, пистолет-пулемёт «STEN» Габчика, граната Кубиша, расстрелянные окна пражского собора Кирилла и Мефодия и символика уничтоженной фашистами деревни Лидице — роза и шипы. Автор марочного листа — художник Карел Земан, тираж — 45000.
24 мая 2017 года Чешский национальный банк ввёл в обращение памятную серебряную монету достоинством в 200 чешских крон (диаметр 31 мм, вес 13 г.). На аверсе монеты изображена часть повреждённого взрывом автомобиля Гейдриха с надписями «ČESKÁ REPUBLIKA» и «200 Kč». На реверсе монеты изображены изрешечённое пулями окно крипты церкви Кирилла и Мефодия и пожарные рукава, с помощью которых атакующие закачивали воду в подвал. В нижней части реверса находятся  надписи «OPERACE ANTHROPOID», «1942-2017» и инициалы дизайнера монеты Ирены Градецкой  — переплетённые буквы «I» и «H».